# Nord Aviation N 500 Cadet
Nord Aviation N 500 Cadet – francuski samolot doświadczalny pionowego startu i lądowania.

## Historia
Zakłady Nord Aviation opracowały konstrukcję doświadczalną, która miała służyć do prób w locie wiszącym, do prób przejścia z niego do lotu poziomego oraz odwrotnie. Prototyp został zaprezentowany na salonie lotniczym w Paryżu w 1965 r., próby statyczne rozpoczęto w 1967 r. Jego oblotu dokonano 23 sierpnia 1968 r., kiedy to maszyna wykonała lot w zawisie na uwięzi. Doświadczenia z tego etapu badań miały posłużyć do stworzenia maszyny zdolnej do szybkiego lotu poziomego.

## Konstrukcja
Jednomiejscowy samolot doświadczalny w układzie grzbietopłatu o konstrukcji metalowej. Kadłub w przedniej części mieścił kabinę pilota wyposażoną w fotel wyrzucany. Jego tylna część służyła jako wspornik skrzydeł oraz pomieszczenie silnikowe. Na końcu kadłuba znajdowały się nieruchome powierzchnie ustateczniające. Na krótkich skrzydłach były umieszczone 5-łopatkowe wirniki umieszczone w pierścieniowych tunelach. W strumieniu zaśmigłowym wirników znajdowały się stery. Podwozie stałe, trójpunktowe z kołem przednim. Napęd stanowiły dwa silniki turbinowe Allison T36-A-5A umieszczone w kadłubie. Napędzały wirniki za pomocą wałów i przekładni stożkowych.